# Setmana Catalana de 1989
La Setmana Catalana de 1989, va ser la 26a edició de la Setmana Catalana de Ciclisme. Es disputà en 6 etapes del 20 al 24 de març de 1989. El vencedor final fou l'alemany Raimund Dietzen de l'equip Teka per davant de Pedro Delgado i Pedro Saúl Morales.
Al coincidir la cursa amb la Setmana Santa, es va decidir que no hi hauria etapa contrarellotge per evitar problemes de trànsit. Així la general la disputarien els escaladors.
El triomf final va ser una pugna entre Dietzen, Delgado i Morales, que al final s'emportaria l'alemany, malgrat no guanyar cap etapa. Els 10 primers de la general van estar separats per menys d'un minut i cal destacar la presència de 4 ciclistes colombians.

## Etapes
| Etapa  | Data       | Ciutats d'etapa                                           | km    | Vencedor de l'etapa      | Líder de la general   |
| ------ | ---------- | --------------------------------------------------------- | ----- | ------------------------ | --------------------- |
| Pròleg | 20 de març | Santa Coloma de Gramenet – Santa Coloma de Gramenet (CRI) | 1,8   | Malcolm Elliott (GBR)    | Malcolm Elliott (GBR) |
| 1a     | 20 de març | Santa Coloma de Gramenet – Calafell                       | 94,5  | Malcolm Elliott (GBR)    | Malcolm Elliott (GBR) |
| 2a     | 21 de març | Calafell - Lleida                                         | 174,5 | Josep Recio (ESP)        | Malcolm Elliott (GBR) |
| 3a     | 22 de març | Lleida - Andorra la Vella ( Andorra)                      | 183,0 | Pedro Saúl Morales (COL) | Raimund Dietzen (RFA) |
| 4a     | 23 de març | La Seu d'Urgell - Santuari de la Mare de Déu de Queralt   | 138,7 | Pedro Saúl Morales (COL) | Raimund Dietzen (RFA) |
| 5a     | 24 de març | Berga - Lloret de Mar                                     | 173,0 | Malcolm Elliott (GBR)    | Raimund Dietzen (RFA) |

### Pròleg[1]
20-03-1989: Santa Coloma de Gramenet (CRI), 1,8 km.:
|   | Ciclista                   | Equip | Temps   |
| - | -------------------------- | ----- | ------- |
| 1 | Malcolm Elliott (GBR)      | Teka  | 02' 23" |
| 2 | Jörg Müller (SUI)          | PDM   | + 05"   |
| 3 | José Luis Villanueva (ESP) | ONCE  | + 06"   |

### 1a etapa[1]
20-03-1989: Santa Coloma de Gramenet – Calafell, 94,5 km.
|   | Ciclista                       | Equip          | Temps      |
| - | ------------------------------ | -------------- | ---------- |
| 1 | Malcolm Elliott (GBR)          | Teka           | 2h 21' 24" |
| 2 | Stephan Guay (FRA)             | Puertas Mavisa | m. t.      |
| 3 | Francisco Javier Quevedo (ESP) | CLAS           | m. t.      |

### 2a etapa[2]
21-03-1989: Calafell - Lleida, 174,5 km.:
|   | Ciclista           | Equip          | Temps      |
| - | ------------------ | -------------- | ---------- |
| 1 | Josep Recio (NED)  | Kelme          | 5h 02' 52" |
| 2 | Peter Hilse (RFA)  | Teka           | + 03"      |
| 3 | Stephan Guay (FRA) | Puertas Mavisa | m. t.      |

### 3a etapa[3]
22-03-1989: Lleida - Andorra la Vella, 183,0 km.:
|   | Ciclista                 | Equip    | Temps      |
| - | ------------------------ | -------- | ---------- |
| 1 | Pedro Saúl Morales (COL) | Kelme    | 4h 41' 55" |
| 2 | Pedro Delgado (ESP)      | Reynolds | m. t.      |
| 3 | Raimund Dietzen (RFA)    | Teka     | m. t.      |

### 4a etapa[4]
23-03-1989: La Seu d'Urgell - Santuari de la Mare de Déu de Queralt, 138,7 km.:
|   | Ciclista                 | Equip    | Temps      |
| - | ------------------------ | -------- | ---------- |
| 1 | Pedro Saúl Morales (COL) | Kelme    | 3h 25' 05" |
| 2 | Raimund Dietzen (RFA)    | Teka     | m. t.      |
| 3 | Pedro Delgado (ESP)      | Reynolds | m. t.      |

### 5a etapa[5]
24-03-1989: Berga - Lloret de Mar, 173,0 km.:
|   | Ciclista              | Equip          | Temps      |
| - | --------------------- | -------------- | ---------- |
| 1 | Malcolm Elliott (GBR) | Teka           | 4h 22' 08" |
| 2 | Mathieu Hermans (NED) | Caja Rural     | m.t        |
| 3 | Stephan Guay (FRA)    | Puertas Mavisa | m.t        |

## Classificació General
|    | Ciclista                   | Equip       | Punts       |
| -- | -------------------------- | ----------- | ----------- |
| 1  | Raimund Dietzen (RFA)      | Teka        | 19h 57' 07" |
| 2  | Pedro Delgado (ESP)        | Reynolds    | + 07"       |
| 3  | Pedro Saúl Morales (COL)   | Kelme       | + 12"       |
| 4  | Peter Hilse (RFA)          | Teka        | + 15"       |
| 5  | Álvaro Mejía (COL)         | Postobón    | + 20"       |
| 6  | Juan Tomás Martínez (ESP)  | Lotus-Zahor | + 29"       |
| 7  | Raúl Alcalá (MEX)          | PDM         | + 32"       |
| 8  | Pere Muñoz Rodríguez (ESP) | ONCE        | + 44"       |
| 9  | Gerardo Moncada (COL)      | Postobón    | + 47"       |
| 10 | Fabio Parra (COL)          | Kelme       | + 56"       |